# آشاغی صلاح‌لی
آشاغی صلاح‌لی (به لاتین: Aşağı Salahlı) یک منطقه مسکونی در جمهوری آذربایجان است که در شهرستان قزاق واقع شده است. این روستا ۱۶۲۴ نفر جمعیت دارد.